# Zeliha Ağrıs
Zeliha Ağrıs (20 de abril de 1998) es una deportista turca que compite en taekwondo. Ganó una medalla en el Campeonato Mundial de Taekwondo de 2017, y tres medallas en el Campeonato Europeo de Taekwondo entre los años 2016 y 2022.

## Palmarés internacional
| Campeonato Mundial | Campeonato Mundial       | Campeonato Mundial | Campeonato Mundial |
| Año                | Lugar                    | Medalla            | Categoría          |
| ------------------ | ------------------------ | ------------------ | ------------------ |
| 2017               | Muju (Corea del Sur)     | Medalla de oro     | –53 kg             |
| Campeonato Europeo |                          |                    |                    |
| Año                | Lugar                    | Medalla            | Categoría          |
| 2014               | Montreux (Suiza)         | Medalla de bronce  | –53 kg             |
| 2021               | Sofía (Bulgaria)         | Medalla de plata   | –53 kg             |
| 2022               | Mánchester (Reino Unido) | Medalla de oro     | –53 kg             |